# 牧野エミ
牧野 エミ（まきの えみ、1959年10月26日 - 2012年〈平成24年〉11月17日）は、日本の女優、タレント、振付師。1985年に演劇ユニット「売名行為」を立原啓裕や升毅と結成し、以後、2000年代にかけての人気、活躍ぶりから、「関西が生んだ稀代のコメディエンヌ（コメディ女優）」と呼ばれた。

## 略歴
大阪府生まれ、兵庫県尼崎市育ち。尼崎市立尼崎東高等学校卒業。
大阪芸術大学芸術学部に在学中、一般参加者としてテレビのクイズ番組「クイズDEデート」（関西テレビで放送されていた公開収録番組）へ出演。この出演をきっかけに、当時のスタッフの勧めで、アルバイトながら同番組にブレーン（クイズの出題担当）や、収録の前説役として参加するようになった。
1985年に立原啓裕・升毅と演劇ユニット「売名行為」を結成（妹尾和夫の発意）。関西の演劇シーンを中心に人気を博した。また売名行為を解散した1991年には、升毅、佐々木保典、G2と劇団「MOTHER」を結成。看板女優兼、振付師として活動し、女優として妖艶な役から老婆までこなしていた。
2001年のMOTHER解散後は、他の劇団、プロデュース公演で舞台を中心に活動。2008年には、楠見薫、中道裕子と、演劇ユニット「タニマチ金魚」を結成した。
また上記の活動のかたわら、ABCラジオを中心に数々のラジオ番組でパーソナリティを務めていた。2009年7月からは、『ドッキリ!ハッキリ!三代澤康司です』（平日午前中の生ワイド番組、以下『ドキハキ』と略記）の水曜日で三代澤のパートナーを担当。南明奈の愛称「アッキーナ」にちなんだ「マッキーナ」の愛称で親しまれた。
2012年11月17日に肝臓がんのため死去。53歳没。。
才能を惜しまれつつ世を去った業績を記念し、2017年から毎年、「牧野エミに比肩するようなスタイリッシュで面白いコメディエンヌ」にエミィ賞グランプリが贈られている。

## 人物
大阪近鉄バファローズをはじめとするプロ野球の大ファンで、地元球団の阪神タイガースはもとより、日本プロ野球の他球団の選手（特に若手）や日本人メジャーリーガーに関する情報にも詳しい。プロ野球シーズン中の『ドキハキ』では、直近の試合で活躍した選手をテーマに、自作のラップをたびたび披露。ABCラジオのナイターオフ番組『歌謡大全集』で日替わりパーソナリティを務めていた時期には、「1分間タイガース」というコーナーで、阪神タイガースの動向を自分流に紹介していた。ちなみに金子哲雄（流通ジャーナリスト）は、牧野が『ドキハキ』の放送中に彼の口調を真似たことをきっかけに、2010年（平成22年）11月から2012年（平成24年）7月まで同番組の準レギュラーを務めていた。
その一方で、初期段階の乳がんを患った経験から、ピンクリボン運動や乳がん予防関連のイベント・トークショーにも積極的に参加。マンモグラフィーによる乳がん検査を受けていたにもかかわらず、検査先の技術の不備でがん細胞をただちに発見できなかったことから、検査体制の整った医療機関での受診を強く訴えてきた。また、乳がん発症後にレギュラーを務めた『ドキハキ』『歌謡大全集』でも、上記の趣旨で「ピンクなエミ」というコーナーを月に1回放送していた。
2011年（平成23年）6月29日の『ドキハキ』では、「ピンクなエミ」を放送中に、がん細胞が肝臓など数か所に転移していることを告白した。同番組には、告白後も2012年（平成24年）11月14日の放送分まで出演。同月18日には、「ABCラジオまつり」（毎年春・秋に万博公園で開催されるABCラジオのイベント）への出演を予定していた。しかし、『ドキハキ』の出演翌日（11月15日）に体調を崩して入院。17日の午前10時2分に、肝臓がんのため入院先の病院で死去した。53歳没。戒名は，麗光院優心妙恵大姉。実姉でバレエスタジオを営む牧野洋子によると、葬儀が行われた大林寺会館（兵庫県宝塚市）には、創設以来最多の供花数だったという。
姪にタレントでイリュージョニストの牧野舞（牧野洋子の娘）がいる。牧野最後の愛車となったメルセデス・ベンツのGクラス500ロングは、親友である升毅が形見分けとして受け継ぎ、2021年（令和3年）現在も乗用している。

## 出演

### 映画
- 仕掛人梅安（1981年、東映）
- 川の底からこんにちは（2010年）- 斎藤響子 役

### テレビドラマ
- 桃太郎侍（日本テレビ）
  - 第249回「小判が消えた下総路」（1981年）
- 必殺シリーズ（ABC / 松竹）
  - 新・必殺仕事人（ABC）
    - 第18話「主水上役に届け物する」（1981年）- おその 役
    - 第43話「主水表の仕事に熱中する」（1982年） - お峰 役
    - 第52話「主水つゆ支度する」（1982年）- ゆか 役

  - 必殺仕事人III（ABC）
    - 第31話「全財産をなくしたのは加代」（1983年） - 女小姓 役
- 影の軍団III（関西テレビ）
  - 第17話「満月の夜に鬼女が笑う」（1982年）
- 時代劇スペシャル（フジテレビ）
  - 髑髏検校〜悪霊吸血鬼大奥連続怪死事件（1982年8月20日）
  - 怪談・蝶の棲む古城〜美女の裸身に舞う蝶は白い肌の亡霊を呼ぶ（1983年9月2日）
- 源九郎旅日記 葵の暴れん坊（テレビ朝日）
  - 第18話「望郷 三田尻 はぐれ鳥」（1982年） - おそで 役
  - 第41話「はばたけ! あの雲の彼方へ!」（1983年） - お照 役
- 暴れん坊将軍II 第136話「おやこ鷹 師走の哀歌!」（1985年、ANB/東映） - 八重 役
- 連続テレビ小説（NHK）
  - ぴあの（1994年）
  - まんてん（2002年） - 今岡典子 役
- ドラマ新銀河（NHK）
  - 母の出発（1995年）
- エリアコードドラマ06（毎日放送）
  - 異人館通りの聖夜 1995年のクリスマスツリー（1995年10月5日）
- 水曜ドラマの花束（NHK）
  - 夜会の果て（1997年）
- 木綿のハンカチII（1998年、NHK）
- 甘い生活。（1999年、日本テレビ）
- shin-D（日本テレビ）
  - 東京らぶ1 池袋密室殺人事件（2000年）
- OLヴィジュアル系（2000年、テレビ朝日）
- 白い巨塔 第14話（2003年、フジテレビ）
- 砂の器（2004年、TBS）
- 電池が切れるまで（2004年、テレビ朝日）
- 土曜ワイド劇場（テレビ朝日）
  - キソウの女II 帆村純〜刑事部機動捜査隊〜対決！二人の女刑事、天下りに隠された連続殺人のナゾ（2005年5月21日）
  - 森村誠一の終着駅シリーズ18・破婚の条件（2005年8月20日）
- 長七郎天下ご免!（テレビ朝日）
- 暴れん坊将軍II 第136話「おやこ鷹 師走の哀歌!」（1986年、テレビ朝日）
- 松平右近事件帳（日本テレビ）
- 部長刑事 （ABC）
- THE吉本興業殺人事件（1988年12月27日、ABC）
- 夏は終わらない
- クリーニング・インフェルノ
- 月の船
- ヘボ探偵の奇妙な食卓

### テレビバラエティ
- クイズDEデート（関西テレビ） - 一般参加者として出演した後に、ブレーンとして制作に参画。
- 2時のワイドショー（読売テレビ）
- おもしろサンデー（読売テレビ）
- どんぶり5656（読売テレビ）
- なげやり倶楽部（読売テレビ）
- 晴れ時々たかじん（ABC）
- 現代用語の基礎体力（読売テレビ）
- 怒涛のくるくるシアター（読売テレビ）
- ムイミダス（読売テレビ）
- 合コン!合宿!解放区!（ABC）
- 八方の4時はおまかせ（毎日放送）
- 未確認飛行ぶっとい（読売テレビ）
- 爆笑ゴングショー（関西テレビ）
- テレビのツボ（毎日放送）
- 爆笑BOOING（関西テレビ） - 司会
- 屋台の目ぇ（毎日放送）
- 噂のTV通信社 うぉんてっど!（ABC）
- たかじん胸いっぱい（関西テレビ）
- 走れ!ガリバーくん（関西テレビ） - ナレーション
- バラエティー笑売繁盛（NHK）
- パンチ・デ・ニーロ（毎日放送）
- 吉本コメディーQ
- SING・SING・SING
- やんや
- 天才ドリル（関西テレビ）
- 飛んでも珍道中
- ダイナマイト・タイガース
- プラスアルファ
- ミッドナイト実験ギャグスタ
- なんとなくアルファ
- きよっさんハイ!
- 中島らもの現代キィワード辞典
- 寝る前に跳べ
- うわさの鉄板焼
- 人・街・夢
- こてこて道中

### ラジオ番組
- ラジオ・キッチュ（ABCラジオ） - 『ABCヤングリクエスト』内で「ヤンリク・ラジオキッチュ」として放送された時期にキッチュ（現在の松尾貴史）と共演
- 歌謡大全集（ABCラジオ）
- 円、小枝のラブミーテンダー→円・小枝のこころ晴天（ABCラジオ）
- ミュージック・スコール
- サウンド・レーベル・コレクション
- KOBE ドラマ8
- NaKaZiのスペシャルいこう!
- マクドナルドちゃぱら店物語
- ドッキリ!ハッキリ!三代澤康司です（ABCラジオ、水曜日パートナー） - 生前最後のレギュラー番組
- ナイス・キャンパス（KBS京都）[2]
- アリコベールヤングメーソンパーティー（FM大阪）[2]
- サウンド・ターミナル
- ニュー・サウンド・ターミナル（FM大阪）[2]

## 連載
- 「MAN・MENのエミ劇場」（産経新聞関西版、2000年）[9]